# Inlandtaipan
Der Inlandtaipan (Oxyuranus microlepidotus, veraltet Parademansia microlepidota), auch Westlicher Taipan, Schreckensotter, Kleinschuppenschlange oder Australischer Inlandtaipan genannt, ist die giftigste Schlange der Welt. Sie ist in Australien heimisch und wurde erstmals von Sir Frederick McCoy 1879 beschrieben. Im Englischen wird sie auch Small Scaled Snake, Western Taipan oder Fierce Snake genannt. Letzterer Name bedeutet übersetzt „Wilde Schlange“ und wird im allgemeinen Sprachgebrauch am häufigsten verwendet. Der Inlandtaipan erhielt diesen Namen von Farmern, weil er bei der Jagd manchmal so aussieht, als würde er das Vieh auf dem Weideland jagen. Im Deutschen werden gelegentlich auch die Namen „Schreckensotter“ und „Zornschlange“ verwendet. Aufgrund ihrer Entdeckungsgeschichte und starken Giftigkeit wurde sie Mitte der 1980er Jahre Australiens bekannteste Schlange.

## Beschreibung

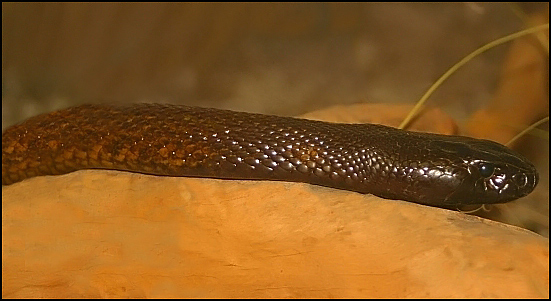
Braune Farbmorphe (Winter)

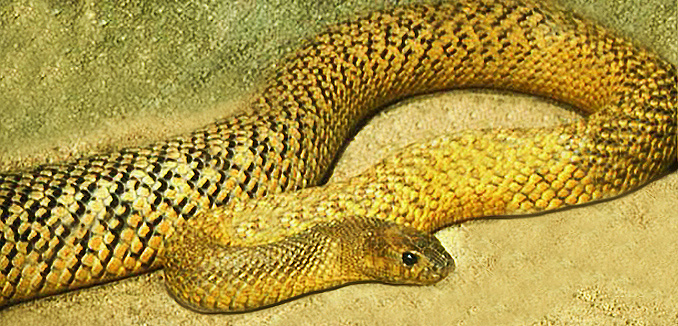
Olivgrüne Farbmorphe (Sommer)

Die Körperlänge beträgt bis zu 2,5 m, wobei der Durchschnitt bei etwa 1,8 m liegt. Ihr Kopf geht ohne Abhebungen direkt in den Körper über.
Der Inlandtaipan kann als einzige Schlange Australiens seine Farbe ändern. So ist er während der heißen Sommermonate eher hell gefärbt, um die Sonneneinstrahlung teilweise besser zu reflektieren und sich besser tarnen zu können. Im Winter dagegen ist er eher dunkler, um mehr von dem Sonnenlicht absorbieren zu können. Die braunen Tiere besitzen entweder eine braun-rote oder braun-gelbe Bauchseite und die Färbung ihres Rückens verläuft zum Kopf hin gegen Schwarz, wobei der Kopf selbst meistens vollkommen schwarz ist. Die olivfarbenen Tiere besitzen diese Auffälligkeiten hingegen nicht; ihre Bauchseite und ihr Kopf besitzen die gleiche Farbe, nur bei einigen Exemplaren sind Bauch und Kopf dunkler gefärbt. Die Rückenschuppen beider Farbarten besitzen ab etwa einem Viertel der Körperlänge eine schwarze Färbung um die Spitze herum. Das dadurch entstehende charakteristische Muster ist häufig ungeordnet, verläuft jedoch zumindest an einigen Stellen in Form von diagonalen Linien quer zum Körper.
Verwechslungsgefahr besteht mit der schwarzköpfigen Form der Westlichen Braunschlange (Pseudonaja nuchalis), welche dünner ist und ein anderes Schuppenmuster besitzt.

## Verhalten
Inlandtaipane sind ausschließlich tagaktiv. Sie zeigen eine hochspezialisierte Lebensweise, die untrennbar mit einer einheimischen Ratte verbunden ist, der Australischen Langhaarratte (Rattus villosissimus). Der Inlandtaipan ernährt sich ausschließlich von Kleinsäugern. Neben der bevorzugten Australischen Langhaarratte sind dies Mäuse (Mus musculus) und die Springbeutelmaus (Antechinomys laniger).

## Lebensraum

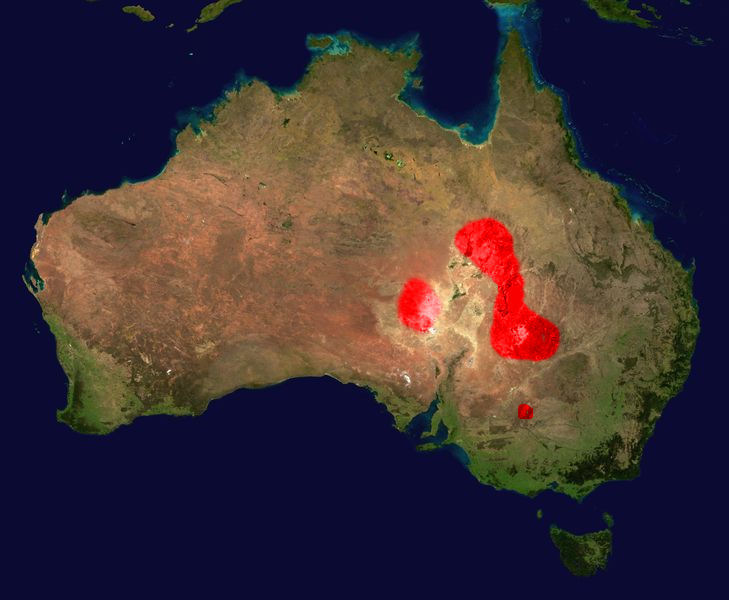
Verbreitungsgebiet des Inlandtaipans

Der Inlandtaipan lebt vorwiegend in einem kleinen Gebiet in den heißen Wüstengegenden von West Queensland, es gibt jedoch Berichte über vereinzelte Sichtungen im südlich gelegenen New South Wales. Ihr Lebensraum im Outback ist weit abgelegen und damit vor Menschen sicher. Zudem ist ihr Verbreitungsgebiet nicht sehr groß.

## Toxin
Der toxikologisch wirksame Anteil des Giftes ist das Nervengift (Neurotoxin) „Taipoxin“, das chemisch ein Glykoprotein aus der Gruppe der Phospholipasen A2 darstellt. Zusätzlich produziert die Schlange einen die Blutgerinnung stark störenden sowie einen die roten Blutkörperchen und Muskelgewebe zerstörenden Anteil von Proteasen. Die Länge ihrer Giftzähne variiert zwischen 3,5 und 6,2 mm. Die Injektionsmenge pro Biss beträgt zwischen 44,2 mg bis 110 mg. Mit einem bei Mäusen bestimmten LD50-Wert von 2 μg/kg bei subkutaner Injektion des reinen „Taipoxin“ sowie 25 μg/kg des Giftgemisches ist der Inlandtaipan etwa 50-mal giftiger als eine Indische Kobra und 650- bis 850-mal giftiger als eine Diamant-Klapperschlange und damit auch die giftigste bekannte Giftschlange. Die bei einem Biss durchschnittlich abgesonderte Giftmenge reicht theoretisch aus, um über 230 (bei voller Giftdrüse bis zu 250) erwachsene Menschen, 250.000 Mäuse oder 150.000 Ratten zu töten. Sogenannte trockene Bisse, bei denen kein Gift injiziert wird, sind sehr selten. Aufgrund des weitgehend unbewohnten Verbreitungsgebiets der Art sind Todesfälle und Bissunfälle bei Menschen äußerst selten.

## Entdeckungsgeschichte
Den australischen Ureinwohnern war der Taipan schon immer bekannt. Erste Aufzeichnungen finden sich in der biologischen Literatur des 19. Jahrhunderts. Aufgrund von nur zwei Exemplaren wurde der Inlandtaipan 1878 als Diemenia microlepidota dokumentiert. Diese beiden Exemplare finden sich noch heute im jetzigen Melbourne Museum innerhalb des Museum Victoria. Seitdem wurden keine Funde mehr bekannt und es gab keine Aufzeichnungen mehr, so dass Diemenia microlepidota für rund 100 Jahre als verschollen galt.
Nach dem Fund von Kopf und Schwanz eines weiteren Exemplars von Oxyuranus microlepidotus wurde vom Queensland Museum unter Leitung von Jeanette Covacevich eine Expedition ins unwegsame Channel Country im abgelegenen Südwesten von Queensland organisiert. Zu diesem Zeitpunkt hatte man noch keine Kenntnisse über die Lebensweise der Schlange. Daher war es reiner Zufall, dass die Expedition genau zu der einzigen Zeit stattfand, in der sich der Inlandtaipan zeigt; dem Frühling mit sonnigen, warmen und relativ ruhigen Tagen. Nur zu dieser Zeit verlässt das Tier seinen Lebensraum, der bevorzugt in tiefen Felsspalten und Gängen existiert. Der erste Zufallsfund war ein von einem Wagenrad frisch getötetes Exemplar. Man wusste, dass man am richtigen Ort war. Innerhalb von zehn Tagen konnten 13 Exemplare gefangen und ins Queensland Museum gebracht werden. In zwölfjähriger Arbeit wurden hierauf die Besonderheiten der Schlange durch Spezialisten erforscht.
1967 wurde ein Touristenführer im entlegenen südwestlichen Queensland von einer dunkelbraunen, schwarzköpfigen Schlange gebissen. Die Wirkungen des Bisses waren verheerend. Nur durch eine Flugrettung und Einsatz eines Spezialisten in Adelaide konnte sein Leben gerettet werden. Die Schlange wurde jedoch erst später durch Vergleiche mit anderen Exemplaren als Inlandtaipan identifiziert.